# Plataforma Canaria Nacionalista
Plataforma Canaria Nacionalista fue una coalición electoral canaria de ideología nacionalista canaria formada por el Partido de Gran Canaria (PGC), Independientes de Fuerteventura (IF) y el Partido de Independientes de Lanzarote (PIL) para las elecciones al Parlamento de Canarias de 1995. En ellas obtuvieron 23.914 votos (3,03%) y 4 diputados, 3 por Lanzarote y 1 por Fuerteventura.
- Datos: Q6078009